# Amiel Cayo Coaquira
Amiel Cayo Coaquira (* 1969 in Puno, Peru) ist ein peruanischer Schauspieler am Theater, im Film und im Fernsehen sowie plastischer Künstler.

## Leben
Amiel Cayo Coaquira wurde 1969 in der Stadt Puno geboren. Mit 14 Jahren trat er der Künstlergruppe Quaternario in Puno bei und begann am Theater zu spielen, wo er in der Gruppe Escena Inka tätig war. 1988 gründete er in Puno das „Forschungs- und Produktionszentrum für Theater Yatiri“ (Centro de Investigación y Producción Teatral Yatiri). In dieser Zeit schrieb er und leitete als Regisseur die Dramen El Zorro y el Cuy, Juegos de Muerte und andere. 1990 trat er der Gruppe Yuyachkani („Ich erinnere mich“) bei, mit der er durch mehrere Länder Lateinamerikas, Nordamerikas, Europas und Asiens reiste. 2015 spielte er als Einzelschauspieler in Einpersonenstücken – darunter als die komische Figur Kusillu („Affe“) – in Norwegen, Deutschland, Schweiz, Österreich und Italien.
Als plastischer Künstler bastelt Amiel Cayo insbesondere Masken für Theater und Festivals in Peru und anderen Ländern.
Als Filmschauspieler trat Amiel Cayo unter anderem in zwei auf Quechua gedrehten Spielfilmen auf, zum einen in dem die Schwulenthematik behandelnden Retablo von Álvaro Delgado Aparicio (2020), gesprochen auf Chanka-Quechua, als der Vater Noé sowie in Samichay von Mauricio Franco Tosso (2020), gesprochen auf Cusco-Quechua, als Bauer Celestino. Seine Muttersprache ist Qullaw-Quechua, und für den Film Retablo musste er das Chanka-Quechua einstudieren. Er spielte auch mit in der Serie von TV Perú, El último bastión („Die letzte Bastion“).

## Filmographie (Auswahl)
- 2014: Extirpador de Idolatrías
- 2014: NN
- 2014: El Campeón de la Muerte (Kurzfilm)
- 2015: Oliver’s Deal (La deuda)
- 2017: Retablo
- 2020: Samichay

## Dramen und Kinderbücher
- El Zorro y el Cuy
- Juegos de Muerte
- Hijo del Wamani
- El Gato Pany
- Willka Nina